# Lijst van nummer 1-hits in Australië in 2012
Deze hits stonden in 2012 op nummer 1 in de ARIA Charts, de bekendste hitlijst in Australië.
| Datum        | Artiest                           | Titel                   |
| ------------ | --------------------------------- | ----------------------- |
| 1 januari    | Reece Mastin                      | Good night              |
| 8 januari    | LMFAO                             | Sexy and I know it      |
| 15 januari   | LMFAO                             | Sexy and I know it      |
| 22 januari   | Foster the People                 | Pumped up kicks         |
| 29 januari   | Flo Rida & Sia                    | Wild Ones               |
| 5 februari   | Flo Rida & Sia                    | Wild ones               |
| 12 februari  | Flo Rida & Sia                    | Wild ones               |
| 19 februari  | Flo Rida & Sia                    | Wild ones               |
| 26 februari  | Flo Rida & Sia                    | Wild ones               |
| 4 maart      | Flo Rida & Sia                    | Wild ones               |
| 11 maart     | Gym Class Heroes & Neon Hitch     | Ass back home           |
| 18 maart     | Gym Class Heroes & Neon Hitch     | Ass back home           |
| 25 maart     | Fun. & Janelle Monáe              | We are young            |
| 1 april      | Fun. & Janelle Monaé              | We are young            |
| 8 april      | Carly Rae Jepsen                  | Call me maybe           |
| 15 april     | Carly Rae Jepsen                  | Call me maybe           |
| 22 april     | Carly Rae Jepsen                  | Call me maybe           |
| 29 april     | Carly Rae Jepsen                  | Call me maybe           |
| 6 mei        | Carly Rae Jepsen                  | Call me maybe           |
| 13 mei       | Flo Rida                          | Whistle                 |
| 20 mei       | Flo Rida                          | Whistle                 |
| 27 mei       | Flo Rida                          | Whistle                 |
| 3 juni       | Flo Rida                          | Whistle                 |
| 10 juni      | Flo Rida                          | Whistle                 |
| 17 juni      | Flo Rida                          | Whistle                 |
| 24 juni      | Flo Rida                          | Whistle                 |
| 1 juli       | Karise Eden                       | Stay with me baby       |
| 8 juli       | Flo Rida                          | Whistle                 |
| 15 juli      | Reece Mastin                      | Shout it out            |
| 22 juli      | P!nk                              | Blow me (One last kiss) |
| 29 juli      | Fun.                              | Some Nights             |
| 5 augustus   | Fun.                              | Some nights             |
| 12 augustus  | Justice Crew                      | Boom boom               |
| 19 augustus  | Justice Crew                      | Boom boom               |
| 26 augustus  | Guy Sebastian & Lupe Fiasco       | Battle scars            |
| 2 september  | Guy Sebastian & Lupe Fiasco       | Battle scars            |
| 9 september  | Guy Sebastian & Lupe Fiasco       | Battle scars            |
| 16 september | Guy Sebastian & Lupe Fiasco       | Battle scars            |
| 23 september | Guy Sebastian & Lupe Fiasco       | Battle scars            |
| 30 september | Guy Sebastian & Lupe Fiasco       | Battle scars            |
| 7 oktober    | PSY                               | Gangnam style           |
| 14 oktober   | PSY                               | Gangnam style           |
| 21 oktober   | PSY                               | Gangnam style           |
| 28 oktober   | PSY                               | Gangnam style           |
| 4 november   | PSY                               | Gangnam style           |
| 11 november  | PSY                               | Gangnam style           |
| 18 november  | Swedish House Mafia & John Martin | Don't you worry child   |
| 25 november  | Swedish House Mafia & John Martin | Don't you worry child   |
| 2 december   | Samantha Jade                     | What you've done to me  |
| 9 december   | Macklemore, Ryan Lewis & Wanz     | Thrift shop             |
| 16 december  | Macklemore, Ryan Lewis & Wanz     | Thrift shop             |
| 23 december  | Macklemore, Ryan Lewis & Wanz     | Thrift shop             |
| 30 december  | Macklemore, Ryan Lewis & Wanz     | Thrift shop             |